# Helina afzali
Helina afzali är en tvåvingeart som beskrevs av Shinonaga 2007. Helina afzali ingår i släktet Helina och familjen husflugor.
Artens utbredningsområde är Pakistan. Inga underarter finns listade i Catalogue of Life.